# 北易水河
北易水河，位于中华人民共和国河北省中部的一条河流，是中易水河左岸支流，发源于易县大龙华乡以西的云蒙山南麓，向东流经易县中部，之后成为涞水县与定兴县之间的界河，于涞水县胡家庄乡永乐村转东南流，进入定兴县境内，于东落堡镇东引村西南汇入中易水河。河流全长56千米，流域面积789平方千米。流域内旱涝灾害频发，春旱几乎年年发生。南水北调中线工程，在易县县城易州镇城区以西荆轲山以渡槽形式跨越北易水河。